# La Due, Missouri
La Due este o localitate ne-urbană cu statutul de sat din comitatul Henry, statul Missouri, Statele Unite ale Americii. Populația sa fusese de 39 de locuitori la data efectuării recensământului din anul 2000.

## Geografie
Localitatea La Due se găsește la coordonatele 38°18′43″N 93°52′39″V / 38.31194°N 93.87750°V (38.311963, -93.877469) GR1.
Conform datelor înregistrate de United States Census Bureau, satul are o suprafață de 0,259 km2 (sau 0.1 sqmi), în întregime uscat.